# Толстодубово
Толстодубово (укр. Товстодубове) — село,
Бачевский сельский совет,
Глуховский район,
Сумская область,
Украина.
Код КОАТУУ — 5921580702. Население по переписи 2001 года составляло 133 человека.

## Географическое положение
Село Толстодубово находится на правом берегу реки Локня,
выше по течению на расстоянии в 4 км расположено село Круглая Поляна (Брянская область),
ниже по течению на расстоянии в 3 км расположено село Малая Слободка,
на противоположном берегу — село Бачевск.
По селу протекает пересыхающий ручей с запрудой.
Рядом проходит автомобильная дорога М-02 (E 101).
На расстоянии в 2,5 км проходит граница с Россией.

## История
- Близ села Толстодубово обнаружены 2 городища древнерусского времени[2][3].